# Stazione di Oriago
La stazione di Oriago è una stazione ferroviaria di superficie situata nel territorio comunale di Mira sulla Ferrovia Adria-Mestre

## Storia

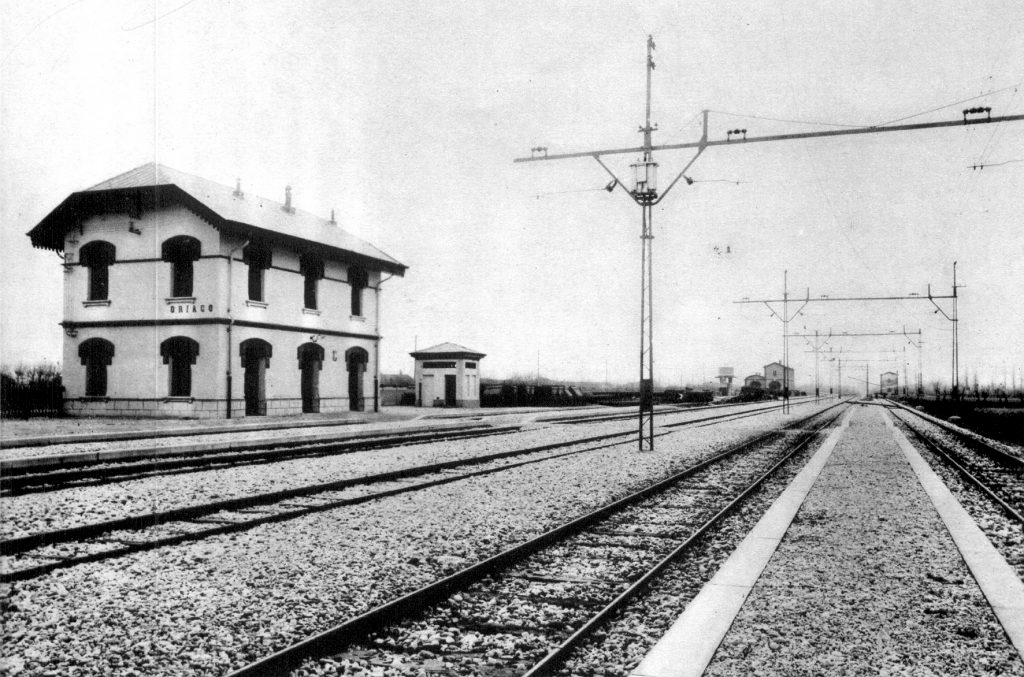
Stazione ferrotranviaria di Oriago, nel 1931

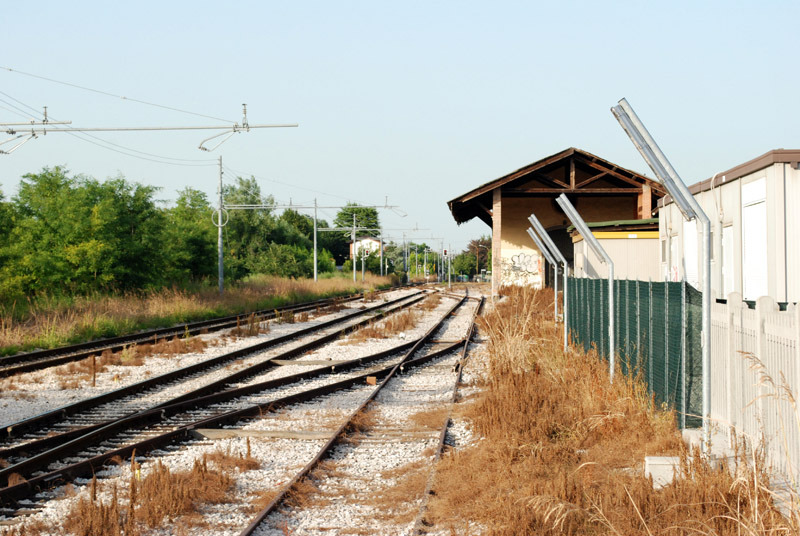
Il binario secondario e il magazzino merci

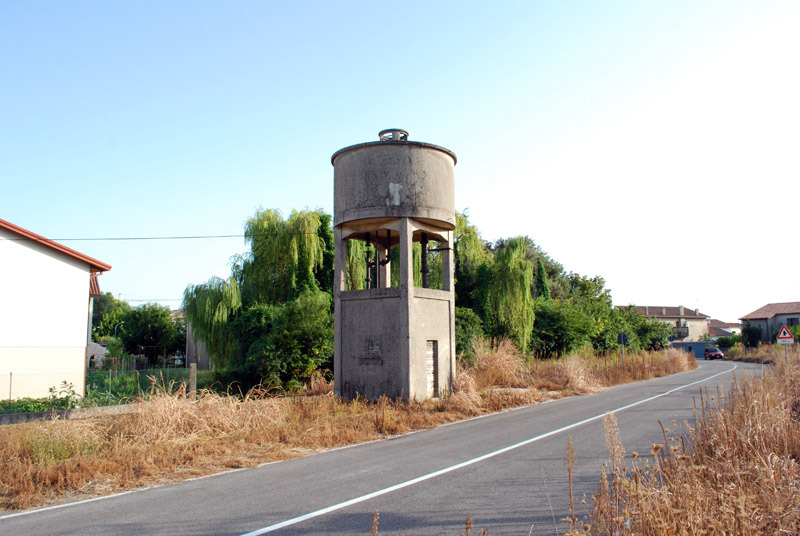
La torre dell'acqua

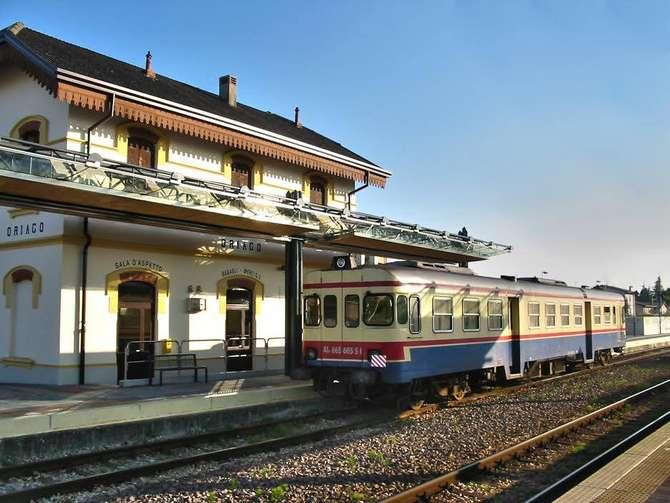
La Stazione con il treno Adria-Mestre in transito

La stazione fu inaugurata nel 1931, contestualmente alla deviazione della tranvia Padova-Malcontenta-Fusina realizzata per connettere la stessa con la nuova ferrovia per Adria e Mestre.
Rispetto all'originario tracciato questa e si manteneva lungo la strada sulla riviera del Brenta, con un breve tratto in sede proprio che volgeva verso est veniva impegnato il sedime della nuova ferrovia Adria-Mestre, giungendo alla relativa stazione ferroviaria nella quale i binari 3, 4 e 5 erano elettrificati in corrente alternata a 6000 V 25 Hz per il servizio tranviario; la linea si distaccava dalla ferrovia seguendo il tracciato di quella che in seguito sarebbe diventata via Veneto.
Nel 2006, nell'ambito del progetto del servizio ferroviario metropolitano del Veneto, l'impianto subì un profondo rinnovamento, per adeguarla ai nuovi standard e alle maggiori frequenze previste per il servizio.

## Strutture e impianti
La stazione, gestita da Infrastrutture Venete come l'intera linea, si trova tra le stazioni di Mira Buse e di Venezia Mestre Porta Ovest ed è dotata di 2 binari (di cui uno risulta ancora scollegato dalla rete), sottopassaggio e impianto ACEI automatico di tipo semplificato.
Fino al 1954 erano presenti altri tre binari, elettrificati, ed un terzo marciapiede tra il quarto e il quinto binario, al servizio della citata tranvia per Padova, Fusina e Mestre. Durante la Seconda guerra mondiale era altresì presente un deposito locomotive, di cui sopravvive ancora la torre dell'acqua, posto a sud dei binari di corsa dall'altro lato del magazzino merci rispetto al fabbricato viaggiatori.
I lavori condotti nel 2006 comportarono l'installazione di pensiline, stalli per le biciclette la predisposizione per una fermata di interscambio del servizio automobilistico. I preesistenti marciapiedi, uno laterale e uno ad isola, furono inoltre sostituiti da due banchine laterali di maggiore lunghezza e rialzate per permettere un'accessibilità migliore ai treni, collegate fra loro da un sottopassaggio.

## Movimento
Dal 1 settembre 2024, la stazione è servita dai treni regionali svolti da Trenitalia nell'ambito del contratto di servizio stipulato con la Regione del Veneto. In precedenza, fino al 31 agosto 2024, il servizio ferroviario era gestito da Sistemi Territoriali.